# Helsingfors tingsrätt

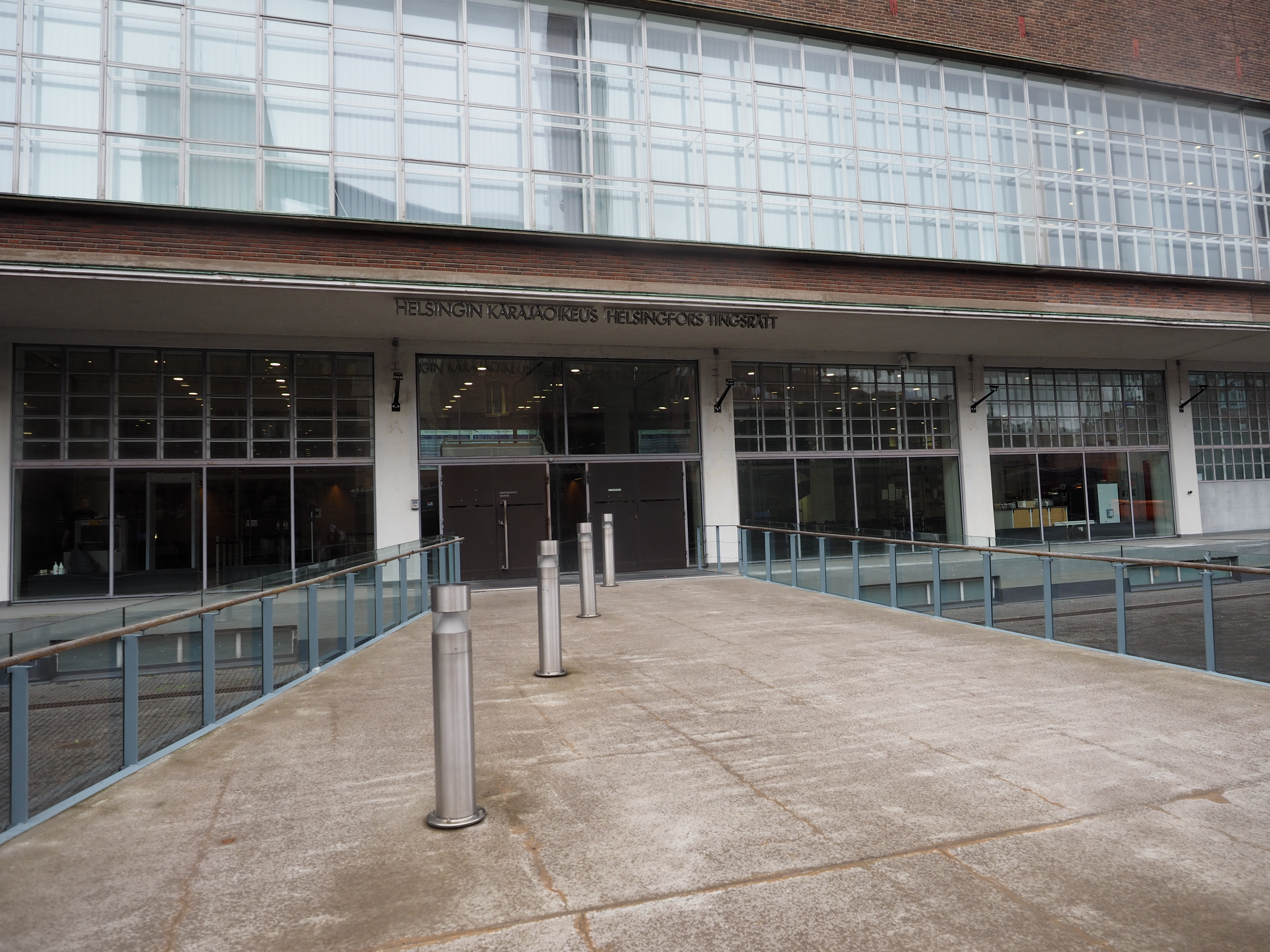
Helsingfors tingsrätt.

Helsingfors tingsrätt (finska: Helsingin käräjäoikeus) är en tingsrätt i Helsingfors i Finland. Tingsrätten, som är Finlands största tingsrätt, är underställd Helsingfors hovrätt. Helsingfors tingsrätt har sitt kansli i Helsingfors och domkretsen omfattar hela Helsingfors stad.
Helsingfors tingsrätt finns i rättshuset i Gräsviken. Helsingfors hovrätt finns i samma byggnad.

## Nämndemännen
Det finska justitieministeriet har fastställt att antalet nämndemän vid Helsingfors tingsrätt ska vara 270. Helsingfors stadsfullmäktige valde den 21 juni 2017 nämndemännen för en period som motsvarar fullmäktigeperioden, det vill säga cirka fyra år. Mandatperioden för de valda nämndemännen vid tingsrätten börjar i oktober 2022.
Nämndemännen är lekmän bosatta i Helsingfors och finska medborgare. Nämndemännen representerar så rättvist som möjligt kommuninvånarnas ålders-, köns-, språk- och näringsfördelning.
Varje nämndeman är en medlem av domstolen och handlar under domaransvar. I likhet med en domare är en nämndeman oberoende och opartisk. Med anledning av ändringarna i domstolslagen och nämndemannalagen ska en nämndeman innan hen inleder uppdraget, och under den tid uppdraget pågår, lämna en redogörelse till tingsrätten angående sina övriga bindningar. Nämndemannauppdraget är ett statligt förtroendeuppdrag och kostnaderna för skötseln av uppdraget betalas av staten.